# 伊斯頓 (新罕布什爾州)
伊斯頓（英語：Easton）是一個位於美國新罕布什爾州格拉夫頓縣的鎮。

## 人口
根據2020年美國人口普查的數據，伊斯頓的面積為80.68平方千米，當中陸地面積為80.64平方千米，而水域面積為0.04平方千米。當地共有人口292人，而人口密度為每平方千米4人。